# Логан (округ, Арканзас)
Шаблон:StateAbbr_ 35°13′29″ пн. ш. 93°44′26″ зх. д. / 35.224722222222° пн. ш. 93.740555555556° зх. д.
Округ Логан (англ. Logan County) — округ (графство) у штаті Арканзас. Ідентифікатор округу 05083.

## Історія
Округ утворений 1871 року.

## Демографія
За даними перепису
2000 року
загальне населення округу становило 22486 осіб, зокрема міського населення було 6544, а сільського — 15942.
Серед мешканців округу чоловіків було 11154, а жінок — 11332. В окрузі було 8693 домогосподарства, 6303 родин, які мешкали в 9942 будинках.
Середній розмір родини становив 3.
Віковий розподіл населення поданий у таблиці:
| Стать    | До 15 років | 15-21 | 22-29 | 30-39 | 40-49 | 50-65 | 65-85 | Понад 85 |
| -------- | ----------- | ----- | ----- | ----- | ----- | ----- | ----- | -------- |
| Чоловіки | 2476        | 1110  | 1005  | 1555  | 1549  | 1906  | 1412  | 141      |
| Жінки    | 2264        | 975   | 1015  | 1498  | 1563  | 1971  | 1710  | 336      |

## Суміжні округи
- Джонсон — північ
- Поуп — північний схід
- Єлл — південний схід
- Скотт — південь
- Себастьян — захід
- Франклін — північний захід

## Виноски
1. ↑  U.S. Decennial Census. United States Census Bureau. Архів оригіналу за 19 липня 2018. Процитовано 27 серпня 2015.
2. ↑  Historical Census Browser. University of Virginia Library. Архів оригіналу за 11 серпня 2012. Процитовано 27 серпня 2015.
3. ↑  Forstall, Richard L., ред. (27 березня 1995). Population of Counties by Decennial Census: 1900 to 1990. United States Census Bureau. Архів оригіналу за 24 вересня 2015. Процитовано 27 серпня 2015.
4. ↑  Census 2000 PHC-T-4. Ranking Tables for Counties: 1990 and 2000 (PDF). United States Census Bureau. 2 квітня 2001. Архів оригіналу (PDF) за 18 грудня 2014. Процитовано 27 серпня 2015.
5. ↑  State & County QuickFacts. United States Census Bureau. Архів оригіналу за 7 червня 2011. Процитовано 23 травня 2014.(англ.) Наведено за англійською вікіпедією.
6. ↑  American FactFinder. Бюро перепису населення США. Архів оригіналу за 26 лютого 2012. Процитовано 31 січня 2008.

| США | Це незавершена стаття з географії США. Ви можете допомогти проєкту, виправивши або дописавши її. |